# Lanslebourg-Mont-Cenis
Lanslebourg-Mont-Cenis är en kommun i departementet Savoie i regionen Auvergne-Rhône-Alpes i sydöstra Frankrike. Kommunen ligger i kantonen Lanslebourg-Mont-Cenis som tillhör arrondissementet Saint-Jean-de-Maurienne. År 2018 hade Lanslebourg-Mont-Cenis 617 invånare.

## Befolkningsutveckling
Antalet invånare i kommunen Lanslebourg-Mont-Cenis
| Referens: INSEE |